# Stéphane Gsell
Stéphane Gsell (ur. 7 lutego 1864 roku w Paryżu, zm. 1 stycznia 1932 roku tamże) – francuski archeolog i historyk starożytności. Specjalizował się w historii Afryki Północnej w okresie przed i po podboju rzymskim. Jego największym dziełem była ośmiotomowa praca Histoire ancienne de l'Afrique du Nord wydawana w latach 1913–1929. W roku 1923 został członkiem Akademii Inskrypcji i Literatury Pięknej

## Dzieła
- Fouilles dans la nécropole de Vulci, exécutées et publiées aux frais du prince de Torlonia. 1891.
- Essai sur le règne de l’empereur Domitien. 1893.
- Musée de Philippeville. Paris 1898 (online).
- Fouilles de Bénian (Alamiliaria). Leroux, Paris 1899 (online).
- Les monuments antiques de l’Algérie. 2 tomy. Paris 1901 (Tom 1, Tom 2 online).
- Musée de Tébessa. Paris, 1902 (online).
- Atlas archéologique de l’Algérie. 1902-1911.
- L’Algérie dans l’antiquité. Nouvelle édition. Jourdan, Algier 1903 (online).
- Histoire ancienne de l'Afrique du Nord. 8 tomów. 1913-1929 (online).
- Promenades archéologiques aux environs d'Alger. 1926.